# Klinikum Aschaffenburg-Alzenau

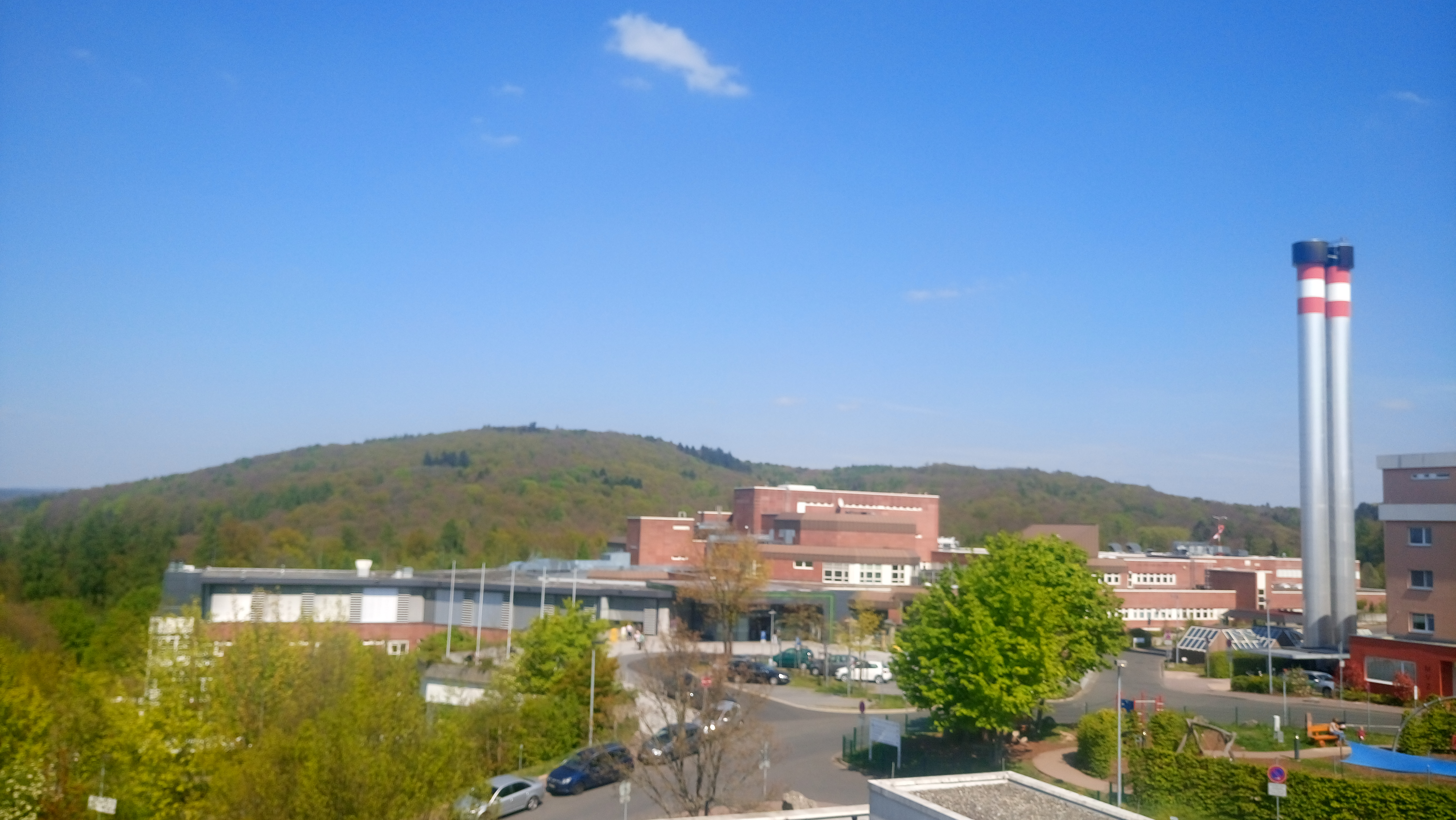
Das Klinikum Aschaffenburg

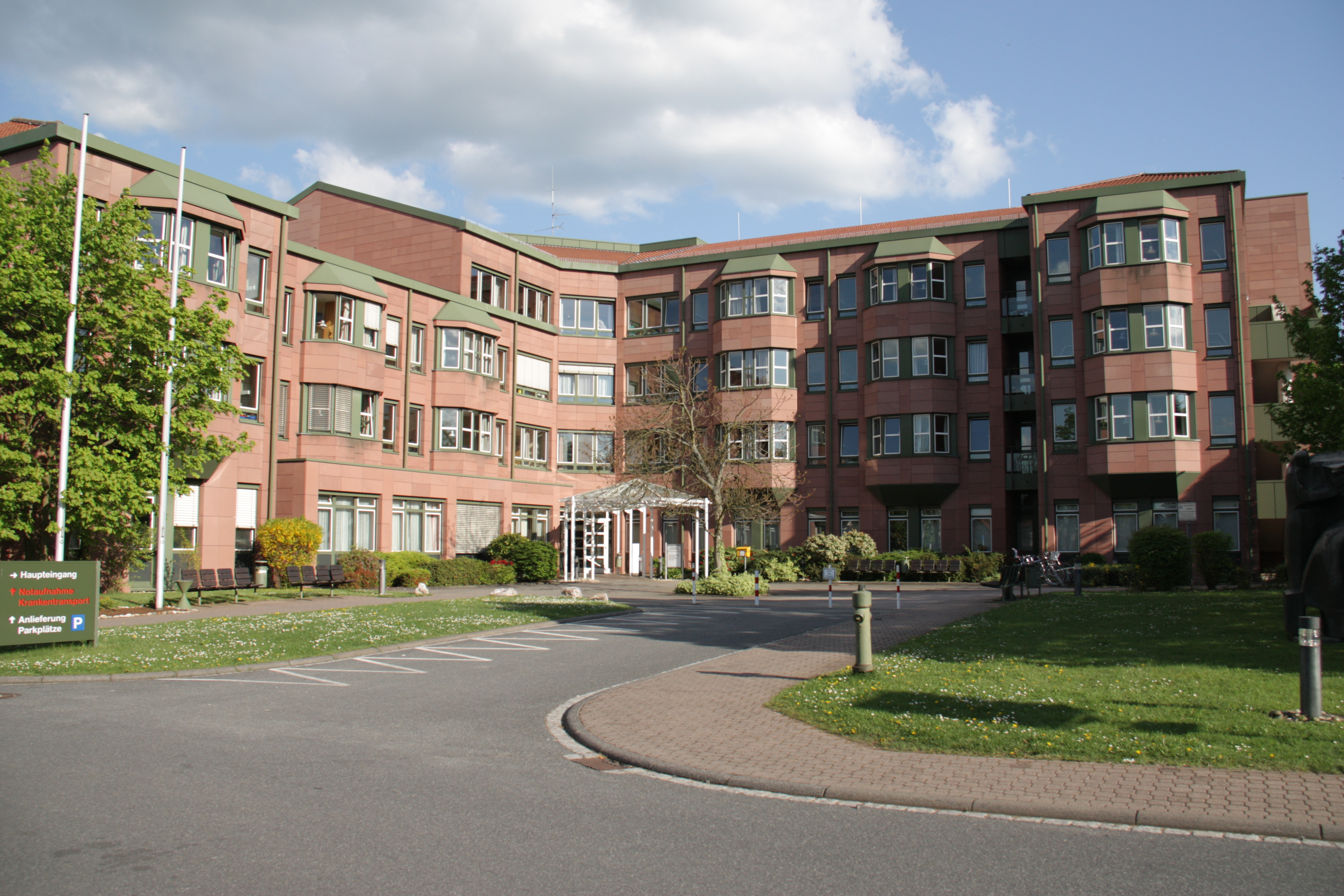
Das Klinikum Alzenau

Das Klinikum Aschaffenburg-Alzenau ist ein Akutkrankenhaus der Schwerpunktversorgung, das aus Kliniken und Instituten an den Standorten Aschaffenburg und Alzenau besteht. Es zählt zu den zehn größten Krankenhäusern Bayerns. Als akademisches Lehrkrankenhaus der Universität Würzburg bildet das Klinikum Aschaffenburg-Alzenau am Standort Aschaffenburg Studenten aus und besitzt eine eigene Berufsfachschule für Pflegefachkräfte. Betreiber des Klinikums ist die 2016 gegründete Klinikum Aschaffenburg-Alzenau GmbH, deren Träger der Krankenhauszwecksverband Aschaffenburg-Alzenau ist. Zum Krankenhauszweckverband gehört unter anderem die Schule für die Ausbildung von Operations- und Anästhesietechnischen Assistenten (OTA und ATA).
Mit über 2.700 Mitarbeitern, etwa 1.700 Vollstellen am Standort Aschaffenburg und rund 200 Vollstellen am Standort Alzenau ist das Klinikum der drittgrößte Arbeitgeber der Stadt Aschaffenburg.
Unabhängig vom Klinikum befindet sich am Standort Aschaffenburg seit 2022 die Psychiatrische Klinik Aschaffenburg des Bezirkskrankenhauses Lohr.

## Geographie

### Standort Aschaffenburg
Das Klinikum liegt im östlichen Stadtrand Aschaffenburgs an der Grenze zu Haibach am Nordwesthang des Hasenkopfes im Spessart.

### Standort Alzenau
Das Klinikum in Alzenau liegt im Süden des Alzenauer Stadtteils Wasserlos im Schloss Wasserlos und in den Anbauten.

## Geschichte

### Patientenversorgung in Aschaffenburg
Lange Zeit bildeten die Städtischen Krankenanstalten in der Lamprechtstraße das Zentrum der medizinischen Versorgung in Aschaffenburg. Das im Jahr 1824 errichtete Gebäude beherbergte zuletzt 520 Patientenbetten verschiedener Fachrichtungen, darunter Frauenklinik, Chirurgie und HNO-Abteilung.
Mit der Fertigstellung des Neubaus am Hasenkopf zog das Krankenhaus aus der Innenstadt an den Stadtrand und liegt seitdem in direkter Nachbarschaft der seit 1962 dort bestehenden Kinderklinik.
Schon im September 1970 hatten der Aschaffenburger Stadtrat und Vertreter des Landkreises den Ausbau des alten Hauses in der Lamprechtstraße verworfen und sich für den Neubau am Hasenkopf entschieden. 1979 wurde ein Krankenhauszweckverband gegründet, der einen Architekturwettbewerb auslobte. Diesen gewann das Frankfurter Architekturbüro Steffen + Peter und erhielt den Planungsauftrag für das 300-Millionen-DM-Projekt.
Der erste Spatenstich erfolgte im Beisein des Bayerischen Ministerpräsidenten Franz Josef Strauß am 6. Oktober 1983. Nach der Grundsteinlegung am 16. November 1984 und dem Richtfest am 23. Oktober 1985 wurden am 1. Oktober 1989 die ersten 200 Patienten aus dem alten Krankenhaus in das neue Klinikum verlegt.
Zu Beginn umfasste das Haus folgende sieben Kliniken und Institute: Anästhesiologie, Allgemein- und Unfallchirurgie, Innere Medizin/Labor, Frauenklinik, Kinderklinik, Pathologie und Radiologie.

#### Spezialisierungen
Dem Einzug folgten bald strategische Spezialisierungen. Der Bereich Innere Medizin teilte sich 1993 in drei Bereiche auf. Es entstanden die Medizinische Klinik I, zuständig für Kardiologie und Pulmologie, die Medizinische Klinik II, zuständig für Gastroenterologie und Onkologie, und das Zentrallabor. Darüber hinaus wurde 1993 die Klinik für Urologie eingerichtet.
1994 spezialisierte sich auch die Chirurgie auf Allgemein-, Viszeral und Gefäßchirurgie, heute Chirurgische Klinik I, sowie auf Orthopädie und Unfall- und Wiederherstellungschirurgie, heute Chirurgische Klinik II. Außerdem wurde 1994 die Klinik für Neurologie eingerichtet.
1996 wurde die Klinik für Neurochirurgie, 2003 die Klinik für Kinder- und Jugendpsychiatrie und 2007 die Klinik für Palliativmedizin eingerichtet.
Die Abteilung für Neonatologie und Pädiatrische Intensivmedizin wurde 2006 als eigenständiger Teil der Kinderklinik etabliert. Seit 2011 werden ältere mehrfacherkrankte Patienten von der Abteilung für Akutgeriatrie und Geriatrische Frührehabilitation versorgt; sie ist aus der Klinik für Neurologie erwachsen.
Mit der Zertifizierung des Darmzentrums im Jahr 2008 und der Eröffnung des Medizinischen Versorgungszentrums (MVZ) 2009 wurden erfolgreich erste Medizinische Zentren am Klinikum Aschaffenburg-Alzenau gebildet. Heute gibt es eine wachsende Zahl an Medizinischen Zentren am Klinikum, darunter die Organzentren unter dem Dach eines zertifizierten Onkologischen Zentrums zusammengeschlossen. Die Chirurgische Klinik II bildet als Teil des Traumanetzwerks ein überregionales Traumazentrum und ein Endoprothesen-Zentrum.
Besonders bekannt ist das Perinatalzentrum, das die Geburtshilfe der Frauenklinik und die Neonatologie der Kinderklinik gemeinsam betreiben. Der Level-1-Status konnte nach den jüngst erhöhten Anforderungen erhalten werden.

#### Weitere Baumaßnahmen
Mit der Erweiterung des medizinischen Spektrums ging ein ständiger Ausbau der Infrastruktur einher: Heute logieren die Klinik für Kinder- und Jugendpsychiatrie und die Klinik für Palliativmedizin in eigens errichteten Bauten. Für das MVZ wurde das Schwesternwohnheim umgestaltet. Für die kommenden Jahre ist ein Anbau für ein neues OP-Zentrum und ein neues Eltern-Kind-Zentrum geplant.

### Patientenversorgung in Alzenau
Seit rund 150 Jahren werden am heutigen Klinikum-Standort Alzenau Patienten behandelt. Einst fanden hier im Bruderkrieg von 1866 verwundete Soldaten Hilfe. Der Schlossherr, Graf von Bentheim, hatte in seinem Schloss zu Wasserlos ein Notlazarett eingerichtet.
Das Schloss selbst und der englische Landschaftsgarten stammen aus dem 18. Jahrhundert. Die Vorgeschichte reicht gar bis in das 14. Jahrhundert zurück, wie Reste eines Vorläuferbaus im Schlosspark bestätigen.

#### Das Kreiskrankenhaus Alzenau
1948 eröffnete der Landkreis Alzenau im umgebauten Schloss das „Kreiskrankenhaus Alzenau“. Es hatte 80 Betten und eine TBC-Station mit 22 Betten. 1964 wurde das Krankenhaus durch einen dreigeschossigen Neubau erweitert und die Bettenzahl stieg auf 148. Im Jahr 1987 schließlich schaffte der Neubau des Hauptgebäudes mit der roten Sandstein-Fassade Platz für die A- und B-Bettenstationen, für die Zentralküche, Intensivabteilungen, drei OP-Säle und Funktions- und Verwaltungsräume. Dieser Bau prägt heute das Gesicht des Haupteingangs.
Nach weiteren Modernisierungsmaßnahmen in den Jahren 1997, 2012 und 2018 verfügt das Klinikum Aschaffenburg-Alzenau am Standort Alzenau heute über eine geriatrische Rehabilitationsabteilung, eine Intensivstation und Bettenstationen. Die Notaufnahme wurde am 1. Mai 2024 geschlossen.

### Fusion des Klinikums Aschaffenburg mit dem Kreiskrankenhaus Alzenau
Das Klinikum Aschaffenburg fusionierte zum 1. Januar 2015 mit dem Kreiskrankenhaus Alzenau zum Klinikum Aschaffenburg-Alzenau, um die beiden Zweckverbandskrankenhäuser in eine neue Rechtsform zu führen. Die Fusion war der erste Schritt zur gemeinnützigen GmbH, der „Klinikum Aschaffenburg-Alzenau gGmbH“, die am 1. Januar 2016 gegründet wurde. Damit wechselten die knapp 2.500 Mitarbeiter der beiden Krankenhäuser Aschaffenburg und Alzenau auch formal von ihrem bisherigen Dienstherrn, dem Krankenhauszweckverband, vertreten durch den damaligen Vorsitzenden, Landrat Ulrich Reuter und seinem Stellvertreter, dem Oberbürgermeister der Stadt Aschaffenburg Jürgen Herzing, zur Klinikum Aschaffenburg Alzenau gGmbH.
Zum 30. September 2024 kündigte das Klinikum die Mitgliedschaft zum kommunalen Arbeitgeberverband, womit keine zwingende Bindung mehr an bestehende Tarifverträge (TVöD-VKA und TV-Ä) existiert.

## Fachbereiche

### Kliniken und Institute am Standort Aschaffenburg
- Chirurgische Klinik I, Allgemein-, Viszeral- und Gefäßchirurgie
  - Abteilung für Gefäßchirurgie, endovaskuläre Chirurgie und Gefäßmedizin
- Chirurgische Klinik II, Orthopädie, Unfall- und Handchirurgie
- Frauenklinik
- Klinik für Anästhesiologie und operative Intensivmedizin
- Klinik für Kinder- und Jugendmedizin
  - Abteilung für Neonatologie und pädiatrische Intensivmedizin
- Klinik für Palliativmedizin
- Klinik für Psychiatrie und Psychotherapie des Kindes- und Jugendalters
- Medizinische Klinik I, Kardiologie, Pneumologie, Nephrologie, Internistische Intensivmedizin
- Medizinische Klinik III, Gastroenterologie, interventionelle Endoskopie
- Medizinische Klinik IV, Klinik für Hämatologie, Onkologie
- Neurochirurgische Klinik
- Neurologische Klinik
- Klinik für Akutgeriatrie und geriatrische Frührehabilitation
- Klinik für Urologie und Kinderurologie
- Zentrale Notaufnahme
- Institut für Pathologie
- Zentrallabor

### Kliniken und Institute am Standort Alzenau
- Abteilung für Innere Medizin
- Abteilung für Allgemein- und Viszeralchirurgie
- Abteilung für Orthopädie
- Abteilung für Anästhesiologie
- Abteilung für Schmerztherapie
- Geriatrische Rehabilitation

## Belege
1. ↑  Die 10 größten Unternehmen in Aschaffenburg. In: zutun.de. Januar 2022, abgerufen am 17. Januar 2022.
2. ↑  Martin Schwarzkopf: Startschuss für große Klinik-Fusion | Foto: Harald Schreiber. 16. März 2013, abgerufen am 17. Januar 2022.
3. ↑  Bibliomed Manager: Klinikum Aschaffenburg steigt aus dem TVÖD aus. Online abgerufen am 26. Juli 2024 | 11:04 - online abrufbar